# Danila Andrejewitsch Prochin
Danila Andrejewitsch Prochin (russisch Данила Андреевич Прохин; * 24. Mai 2001 in Kirischi) ist ein russischer Fußballspieler.

## Karriere

### Verein
Prochin begann seine Karriere bei Zenit St. Petersburg. Im März 2019 stand er gegen Schinnik Jaroslawl erstmals im Kader der Zweitmannschaft von Zenit. Sein Debüt für diese in der Perwenstwo FNL gab er im April 2019, als er am 31. Spieltag der Saison 2018/19 gegen Baltika Kaliningrad in der Startelf stand. Bis Saisonende kam er zu vier Einsätzen in der zweithöchsten Spielklasse, aus der er mit Zenit-2 allerdings abstieg.
Im Juli 2019 stand er im Superpokal gegen Lokomotive Moskau erstmals im Kader der ersten Mannschaft. Sein Debüt für diese gab er im Oktober 2019 im Cup gegen Tom Tomsk. Im Juli 2020 debütierte er gegen Achmat Grosny schließlich auch in der Premjer-Liga. In der Saison 2019/20 kam er zu drei Einsätzen in der höchsten Spielklasse.
Zur Saison 2020/21 rückte Prochin fest in den Kader der Profis, wurde aber noch kein Stammspieler. Daraufhin wurde er im Februar 2021 bis Juni 2022 an den FK Sotschi verliehen. Für Sotschi kam er während der Leihe zu sieben Einsätzen. Zur Saison 2021/22 kehrte er nicht mehr zu Zenit zurück, sondern wechselte fest zum FK Rostow. Er wurde allerdings von Rostow direkt wieder nach Sotschi verliehen. Dort kam er in der Saison 2021/22 zu 25 Einsätzen in der höchsten Spielklasse.
Zur Saison 2022/23 kehrte Prochin nach Rostow zurück. In der Saison 2022/23 absolvierte er 19 Partien für Rostow im Oberhaus. In der Saison 2023/24 kam er bis zur Winterpause zu zehn Einsätzen. Im Januar 2024 wurde er ein zweites Mal verliehen, diesmal an den Ligakonkurrenten FK Orenburg.

### Nationalmannschaft
Prochin durchlief von der U-16 bis zur U-19 sämtliche russische Jugendnationalauswahlen. Im November 2020 debütierte er gegen Slowenien für die U-21-Mannschaft.